# Eucteniza relata
Eucteniza relata is een spinnensoort uit de familie Cyrtaucheniidae. De soort komt voor in Mexico.